# Vòng loại Giải vô địch bóng đá nữ U-19 châu Á 2007
Vòng loại Giải vô địch bóng đá nữ U-19 châu Á 2007 diễn ra vào tháng 11 năm 2006 nhằm chọn ra các đội tuyển tham dự vòng chung kết.

## Vòng bảng

### Bảng A
Các trận đấu diễn ra tại Kuala Lumpur, Malaysia.
| Đội       | Tr | T | H | B | BT | BB | HS  | Đ  |
| --------- | -- | - | - | - | -- | -- | --- | -- |
| Thái Lan  | 4  | 3 | 1 | 0 | 30 | 4  | +26 | 10 |
| Myanmar   | 4  | 3 | 1 | 0 | 18 | 5  | +13 | 10 |
| Ấn Độ     | 4  | 2 | 0 | 2 | 13 | 7  | +6  | 6  |
| Jordan    | 4  | 1 | 0 | 3 | 7  | 11 | –4  | 3  |
| Singapore | 4  | 0 | 0 | 4 | 1  | 42 | –41 | 0  |

| Thái Lan | 17 – 0   | Singapore |
| --- | -------- | --------- |
| Chawong 2', 21', 48', 54', 70' · Srangthaisong 18', 66' · Peangthem 25', 30', 36', 44' · Sornsai 43', 45+2', 50', 55', 65' | Chi tiết |           |

| Jordan | 0 – 4    | Ấn Độ                     |
| ------ | -------- | ------------------------- |
|        | Chi tiết | Ngangom 3', 35', 58', 81' |

| Ấn Độ         | 1 – 2    | Myanmar                                |
| ------------- | -------- | -------------------------------------- |
| Lalvarmoi 80' | Chi tiết | Khin Marlar Tun 18' · Khin Moe Wai 21' |

| Jordan | 0 – 5    | Thái Lan                                                          |
| ------ | -------- | ----------------------------------------------------------------- |
|        | Chi tiết | Kertsombun 2' · Sornsai 5', 42' · Wiphakonwit 28' · Peangthem 62' |

| Myanmar                            | 2 – 0    | Jordan |
| ---------------------------------- | -------- | ------ |
| Thandar Moe 17' · Su Nyein Aye 40' | Chi tiết |        |

| Singapore | 0 – 7    | Ấn Độ                                                                      |
| --------- | -------- | -------------------------------------------------------------------------- |
|           | Chi tiết | Bembem 9', 63' · Devi 12' · Lalvarmoi 69', 82' · Anuradha 81', 90' (ph.đ.) |

| Singapore | 0 – 7    | Jordan                                                  |
| --------- | -------- | ------------------------------------------------------- |
|           | Chi tiết | Samaa 16', 47', 53' · Maysa 39', 41' · Shahnaz 74', 79' |

| Thái Lan                                    | 3 – 3    | Myanmar                                                           |
| ------------------------------------------- | -------- | ----------------------------------------------------------------- |
| Shwe Sin Aung 25' (l.n.) · Sornsai 36', 84' | Chi tiết | May Thet Phyu 77' · Aye Aye Khaing 80' (ph.đ.) · Ei Ei Phyo 90+1' |

| Ấn Độ      | 1 – 5    | Thái Lan                                             |
| ---------- | -------- | ---------------------------------------------------- |
| Bembem 61' | Chi tiết | Srangthaisong 2' (ph.đ.), 4', 50', 72' · Sornsai 25' |

| Myanmar | 11 – 1   | Singapore             |
| --- | -------- | --------------------- |
| Lo Wer Phaw 15', 61', 76' · Khin Moe Wai 29', 68' · Khin Marlar Tun 33', 63', 79' · Aye Aye Khaing 49' · Mu Mu Lwin 54' · Ang Xian Qing 82' (l.n.) | Chi tiết | Shamini Anbarazan 65' |

### Bảng B
Các trận đấu diễn ra tại Đài Bắc, Đài Loan.
| Đội               | Tr | T | H | B | BT | BB | HS  | Đ |
| ----------------- | -- | - | - | - | -- | -- | --- | - |
| Đài Bắc Trung Hoa | 3  | 3 | 0 | 0 | 14 | 0  | +14 | 9 |
| Việt Nam          | 3  | 2 | 0 | 1 | 6  | 1  | +5  | 6 |
| Guam              | 3  | 1 | 0 | 2 | 3  | 8  | −5  | 3 |
| Hồng Kông         | 3  | 0 | 0 | 3 | 0  | 14 | −14 | 0 |

| Đài Bắc Trung Hoa | 1 – 0 | Việt Nam |
| ----------------- | ----- | -------- |
|                   |       |          |

| Guam | 3 – 0 | Hồng Kông |
| ---- | ----- | --------- |
|      |       |           |

| Việt Nam | 3 – 0 | Guam |
| -------- | ----- | ---- |
|          |       |      |

| Đài Bắc Trung Hoa | 8 – 0 | Hồng Kông |
| ----------------- | ----- | --------- |
|                   |       |           |

| Đài Bắc Trung Hoa | 5 – 0 | Guam |
| ----------------- | ----- | ---- |
|                   |       |      |

| Việt Nam | 3 – 0 | Hồng Kông |
| -------- | ----- | --------- |
|          |       |           |